# Territori d'Ultramar (França)
Un territori d'ultramar, abreujat TOM, és un tipus de divisió administrativa de França que no concerneix avui més que a un sol territori de França d'Ultramar: les Terres australs i antartiques franceses, (TAAF).
Ha designat realitats diferents sota la Quarta República, on qualificava la majoria de les antigues colònies, i sota la Cinquena República, on concernia un nombre molt més restringit de territoris. A partir de 1998 els TOM només eren tres: Polinèsia Francesa, TAAF i Wallis-i-Futuna. Avui el terme és de vegades utilitzat en el llenguatge corrent per parlar de les col·lectivitats d'ultramar (COM) que eren territoris d'ultramar abans la revisió constitucional del 28 de març de 2003.

## Els territoris d'Ultramar sota la IV República

### El marc jurídic
Nombroses colònies franceses van passar a ser qualificades de « territori ». Aquesta denominació era generalment reservada a les colònies menys desenvolupades o les més recents. La utilització moderna de « territori » en el marc colonial francès apareix amb la llei no 46-973 del 9 de maig de 1946 que crea el Territori de les Comores, amb l'antic Arxipèlag de les Comores. L'article 60 de la constitució del 27 d'octubre de 1946 diferencia els « els departaments i territoris d'ultramar » dels « territoris i Estats associats ».
Els « Estats associats» (Indoxina, Marroc i Tunísia) són representats a l'Alt-consell de la Unió francesa creat per l'article 65 de la Constitució però no són pas representats a l'Assemblea nacional ni al Consell de la República. Els « territoris associats» (Togo i Camerun, antics mandats de la Societat de Nacions) ho estan, però com han d'esdevenir independents a llarg terme els seus residents no posseeixen pas la nacionalitat francesa.
La categoria jurídica de « territori dultramar» apareix amb la creació de la Unió Francesa per la Constitució del 27 d'octubre de 1946 (art. 60 a 62). La legislació aplicable als territoris d'ultramar està més específicament definida als articles 73 a 82. Segons la constitució, els territoris d'ultramar eren col·lectivitats territorials de la República francesa, no metropolitanes i no departementalitzades.
Els habitants dels TOM beneficien doncs a la vegada de la nacionalitat francesa i del sufragi universal per elegir les seves assemblees locals, i això era la primera vegada a les colònies franceses. Els TOM depenen del ministeri de la França d'Ultramar, substituint al de les Colònies, i són pensades per «administrar-se lliurement per consells elegits al sufragi universal» del qual les decisions són executades pel seu president. No obstant això, la Constitució manté el règim dit dels decrets, en virtut del qual la competència per estendre l'aplicació d'una llei als territoris d'ultramar és una competència del cap de l'Estat. Els territoris posseeixen un consell general. El 1956, la Llei-marc Defferre fou votada, i els dos col·legis electorals, de dret local i de dret comú, foren fusionats.
El consell d'Estat interpreta l'article 72 de la Constitució com avui dia el règim dit de l'especialitat legislativa, en virtut del qual les lleis i decrets es presumeix que no s'aplicaran de ple dret en els territoris d'ultramar.

### Llista dels TOM

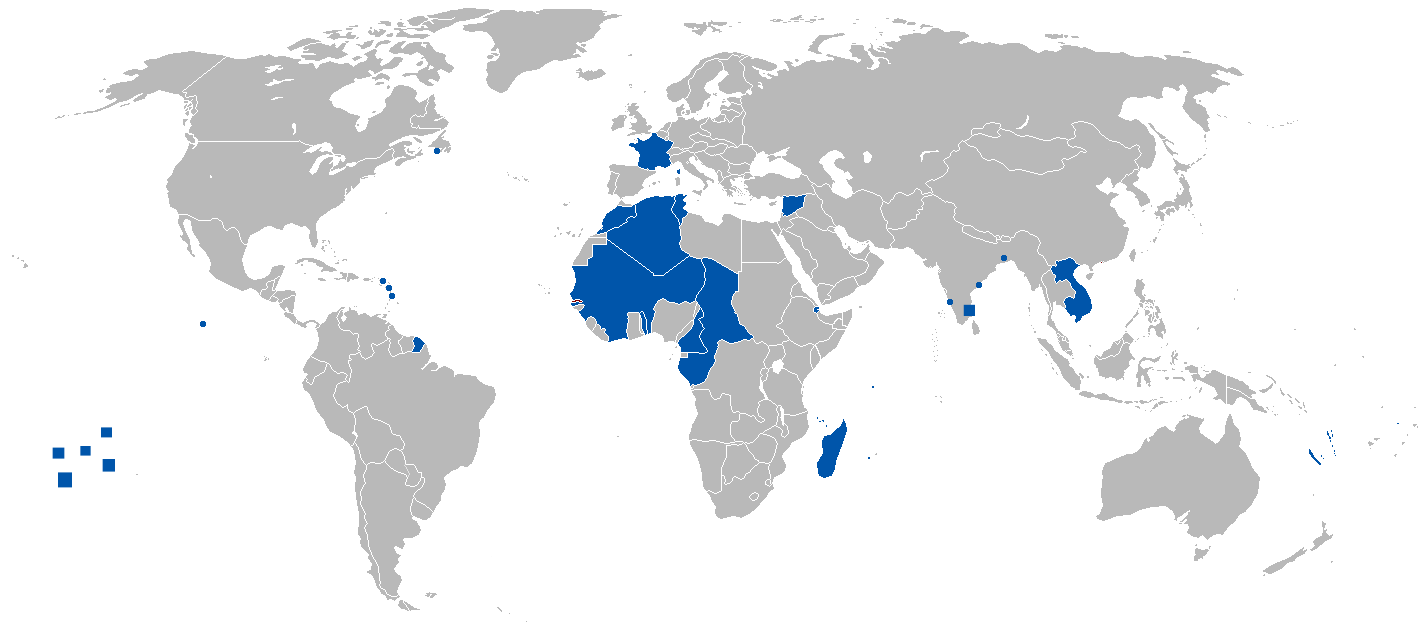
L'imperi francès l'any 1920

L'article 4 de la llei no 46-2385 del 27 d'octubre de 1946 sobre la composició i l'elecció de l'Assemblea de la Unió francesa en dona la primera enumeració. Es tractava de les colònies franceses següents, que prenen llavors totes el nom de «territori» : 
- Àfrica-Équatoriale francesa (Gabon, Congo Mitjà, Ubangui-Chari i Txad) ;
- Àfrica-Occidental francesa (Costa d'Ivori, Dahomey, Guinea, Alt Volta, Mauritània, Níger, Senegal i Sudan Francès) ;
- Territori de les Comores ;
- Establiments francesos d'Oceania (esdevinguts Polinèsia Francesa l'any 1957) ;[6]
- Índia francesa ;
- Madagascar ;
- Nova Caledònia ;
- Sant-Pierre-i-Miquelon ;
- Territori dels Somalis.

En 1947, el territori de l'Alt Volta, que havia estat suprimit, fou restaurat. El 2 de febrer de 1951 França va signar amb la Unió índia un tractat de cessió de Chandernagor, oficialitzat l'abril de 1952. El 21 d'octubre de 1954 un acord del mateix tipus fou elaborat entre els governs dels dos països per la resta dels Establiments francesos de l'Índia, confirmat per un tractat signat a Nova Delhi el 28 de maig de 1956. Però com el Parlament francès no autoritza la ratificació d'aquest últim fins al juliol de 1962, el Territori francès de l'Índia existeix nominalment tot el temps de IV república.
Finalment, la llei nº 55-1052 del 6 d'agost de 1955 crea el Territori de les Terres Australs i Antartiques Franceses, comprenent divers illes de l'Oceà Indi meridional i una porció de l'Antàrtida reivindicada per França. Clipperton, les Noves Hèbrides i Wallis-i-Futuna no esdevenen pas TOM.

## Els territoris d'Ultramar sota la V República

### El marc jurídic
En 1961, una llei en relació amb el règim d'autonomia de gestió fou votada per les Comores, el president del consell esdevingué president del govern local. L'autonomia serà encara ampliada l'any 1968. L'Estat comorià esdevingué independent el juliol 1975. Els parlamentaris proposen de crear una nova categoria de col·lectivitats situades a ultramar: les col·lectivitats d'ultramar, que reagruparien a la vegada els antics TOM i els que han abandonat aquest estatut (Mayotte i Sant-Pierre-i-Miquelon), amb la finalitat de « reunir en un mateix marc constitucional les col·lectivitats regides, totalment o parcialment, pel principi de l'especialitat legislativa i que no fan pas part de la Unió Europea. Regida pel títol XIII de la Constitució, Nova Caledònia quedaria a part, mentre que les TAAF, sense població autòctona permanent, podien quedar el «darrer territori d'ultramar en virtut de la seva llei estatutària del 6 d'agost de 1955 ».
Així, al final del segle xx, no queden més que tres territoris d'ultramar, el que fa escriure al senador René Garrec el 2002 en un projecte de llei constitucional que l'estatut ha esdevingut una «categoria jurídica en deshèredació» :
- la Polinèsia Francesa ;
- les Terres Australs i Antarctiques Franceses ;
- Wallis i Futuna.

A continuació de l'adopció de la revisió constitucional de 2003, el terme « Territori d'ultramar» desapareix de la Constitució francesa.

### Llista dels TOM
A l'estiu de 1958, un comitè constituït pel president del Consell Charles de Gaulle redacta un projecte de constitució destinat a revisar la de la IV República. Aquest procedeix a una autèntica reescriptura, sobretot en relació amb els territoris d'ultramar. Segons el projecte validat l'agost pel govern a continuació pel referèndum de final setembre, la Unió francesa fou reemplaçada per la Comunitat Francesa, que reagrupa la República francesa i els Estats membres.
Mentre que els Estats membres estan destinats a mitjà termini a la independència, els territoris d'ultramar, lligats a la República francesa es considera que restaran francesos, encara que tinguin la possibilitat de canviar ulteriorment d'estatus. Dotze dels antics TOM escullen d'esdevenir Estats membres i la Guinea escull d'esdevenir independent. Només sis TOM de la Quarta República conserven el seu estatut :
- Territori de les Comores
- Territori de Nova Caledònia
- Territori de la Polinèsia Francesa
- Territori de Sant-Pierre i Miquelon
- Territori dels Somalis (esdevingut el Territori Francès dels Afars i dels Isses l'any 1967)[14]
- Territori de les Terres Australs i Antarctiques Franceses

Dos territoris amb estatuts indeterminats van veure el seu estatut regularitzat en els anys següents: les Illes Esparses posades sota el control directe del ministeri de l'IUltramar l'any 1960 i les illes Wallis i Futuna, a les que es va conferir l'estatut de TOM a part sencera. El petit illot deshabitat de Clipperton, administrat des de la Polinèsia Francesa, i sobretot el condomini franco-britànic de les Noves Hèbrides, foren llavors en els anys 1960 les úniques possessions ultramarines franceses a no ser ni un DOM (departament d'Ultramar) ni un TOM.
Dos TOM desapareixen en el decenni següent en el marc de la descolonització. Primerament el Territori de les Comores el 6 de juliol de 1975. Mayotte, que havia decidit restar francesa en el moment dels dos referèndums que es van celebrar en els mesos precedents, va entrar llavors en el llimb jurídic, fins que va esdevenir el desembre de 1976 una col·lectivitat territorial sui generis destinada a terme a esdevenir un departament. El territori dels Afars i Isses esdevingué independent el 27 de juny de 1977 sota el nom de Djibouti.
Dos altres TOM desapareixen per canvi d'estatut : Sant-Pierre i Miquelon esdevingut un departament d'ultramar l'any 1976 i la Nova Caledònia esdevinguda una col·lectivitat sui generis l'any 1998